# Laver Cup 2022
Navigation
Édition précédente Édition suivante
La Laver Cup 2022 est la cinquième édition de la Laver Cup, compétition de tennis masculine qui oppose deux équipes de 6 joueurs. Elle se déroule du 23 au 25 septembre 2022, à l'O2 Arena de Londres (Royaume-Uni).
Björn Borg et John McEnroe sont les capitaines pour la cinquième fois, respectivement pour l'Europe et pour le reste du monde. L'équipe Monde s'impose pour la première fois depuis la création de l'épreuve.

## Faits marquants

### Avant le tournoi
Le 13 septembre 2022, l'Américain John Isner, 42e mondial, déclare forfait pour l'équipe Monde et est remplacé par son compatriote Frances Tiafoe (19e mondial).

### Pendant le tournoi
Cette compétition, qu'il a créée, marque le dernier tournoi officiel de Roger Federer le 23 septembre 2022. Une semaine après avoir annoncé sa retraite sportive, il joue son dernier match en double aux côtés de Rafael Nadal opposé à Frances Tiafoe et Jack Sock. Ce match est perdu par le duo aux 42 grands chelems et signe la fin de carrière de Roger Federer. Les images de Roger Federer et Rafael Nadal, tous deux en pleurs de cette page du tennis qui se tourne, sont reprises par de nombreux médias. Federer, qui ne comptait pas jouer d'autre matchs dans la compétition est remplacé par Matteo Berrettini à partir du samedi.
Le lendemain de la défaite en double avec Roger Federer, Rafael Nadal décide de se retirer de la Laver Cup 2022 pour des raisons personnelles. Le Britannique Cameron Norrie le remplace pour la suite de la compétition.

## Participants
| Équipe Europe Capitaine : Björn Borg | Équipe Europe Capitaine : Björn Borg | Équipe Monde Capitaine : John McEnroe | Équipe Monde Capitaine : John McEnroe |
| Joueur                               | Rang ATP                             | Joueur                                | Rang ATP                              |
| ------------------------------------ | ------------------------------------ | ------------------------------------- | ------------------------------------- |
| Casper Ruud                          | no 2                                 | Taylor Fritz                          | no 12                                 |
| Rafael Nadal                         | no 3                                 | Félix Auger-Aliassime                 | no 13                                 |
| Stéfanos Tsitsipás                   | no 6                                 | Diego Schwartzman                     | no 17                                 |
| Novak Djokovic                       | no 7                                 | Frances Tiafoe                        | no 19                                 |
| Cameron Norrie                       | no 8                                 | Alex de Minaur                        | no 22                                 |
| Roger Federer                        | no 9 PR (NC)                         | Jack Sock                             | no 128                                |
| Matteo Berrettini                    | no 15                                |                                       |                                       |
| Andy Murray                          | no 43                                |                                       |                                       |

PR : classement protégé

NC : non classé

## Résultats
| Date              | Discipline | Europe                           | Score              | Monde                           | Points |
| ----------------- | ---------- | -------------------------------- | ------------------ | ------------------------------- | ------ |
| 23 septembre 2022 | Simple     | Casper Ruud                      | 6-4, 5-7, [10-7]   | Jack Sock                       | 1-0    |
| 23 septembre 2022 | Simple     | Stéfanos Tsitsipás               | 6-2, 6-1           | Diego Schwartzman               | 2-0    |
| 23 septembre 2022 | Simple     | Andy Murray                      | 7-5, 3-6, [7-10]   | Alex de Minaur                  | 2-1    |
| 23 septembre 2022 | Double     | Roger Federer Rafael Nadal       | 6-4, 62-7, [9-11]  | Jack Sock Frances Tiafoe        | 2-2    |
| 24 septembre 2022 | Simple     | Matteo Berrettini                | 7-611, 4-6, [10-7] | Félix Auger-Aliassime           | 4-2    |
| 24 septembre 2022 | Simple     | Cameron Norrie                   | 1-6, 6-4, [8-10]   | Taylor Fritz                    | 4-4    |
| 24 septembre 2022 | Simple     | Novak Djokovic                   | 6-1, 6-3           | Frances Tiafoe                  | 6-4    |
| 24 septembre 2022 | Double     | Matteo Berrettini Novak Djokovic | 7-5, 6-2           | Jack Sock Alex de Minaur        | 8-4    |
| 25 septembre 2022 | Double     | Andy Murray Matteo Berrettini    | 6-2, 3-6, [8-10]   | Félix Auger-Aliassime Jack Sock | 8-7    |
| 25 septembre 2022 | Simple     | Novak Djokovic                   | 3-6, 63-7          | Félix Auger-Aliassime           | 8-10   |
| 25 septembre 2022 | Simple     | Stéfanos Tsitsipás               | 6-1, 611-7, [8-10] | Frances Tiafoe                  | 8-13   |
| 25 septembre 2022 | Simple     | Casper Ruud                      | N/A                | Taylor Fritz                    | N/A    |